# René Gabriëls
René Gabriëls (* 18. Januar 1912; † 20. Juni 1982) war ein belgischer Karambolagespieler und Billardtischhersteller.

## Karriere

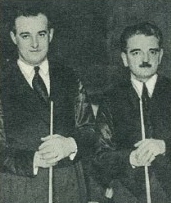
René Gabriëls und Théo Moons bei der Cadre-47/2-Europameisterschaft 1933

Im Juli 1931, Gabriels war gerade mal 19 Jahre alt, spielte er erstmals bei der Weltmeisterschaft in der Freien Partie mit und belegte dort einen beachtlichen dritten Platz. Im Februar hatte er schon bei der Cadre-45/2-Europameisterschaft den Vizemeistertitel errungen.  Erst im Finale musste er sich seinem Landsmann Gustave van Belle geschlagen geben. Dritter wurde Altweltmeister (1925) Jan Dommering aus den Niederlanden.
Beim Länderkampf im Cadre 45/2 zwischen Deutschland und Belgien 1938 in Düsseldorf gelang Gabriels im Spiel gegen Walter Lütgehetmann eine Serie von 400, Weltrekord bei den Amateuren war zu dem Zeitpunkt 296. Es wurde jedoch nicht als neuer Weltrekord gewertet, da es sich um keine Weltmeisterschaft handelte. Bei der Cadre-47/2-EM 1947 gelang ihm diese Serie erneut. Im gleichen Jahr beim Simonis-Cup auf 450 Punkte konnte er erneut in 1 Aufnahme beenden.
Bis 1951, seiner letzten WM-Teilnahme in Buenos Aires, erspielte er sich insgesamt sieben Weltmeistertitel. Dazu kommen vier Zweit- und Drittpatzierungen und zwei Europameisterschaften mit drei weiteren Zweit- und Drittpatzierungen.

## Gründung der Fa. Gabriels
Immer unzufriedener mit den ständig wechselnden Materialien der Tische, an denen er spielte, begann Gabriels einen eigenen Billardtisch zu entwickeln. Später einmal sollte er damit den Maßstab für Turniertische setzen. 1932, mit 20 Jahren, gründete er unter dem Namen „Gabriels-Billards“ eine eigene Manufaktur. Seine Entwicklungen resultierten letztendlich im bis heute hergestellten „Imperator“-Tisch, dem meistgenutzten Caramboltisch auf Weltniveau.
2003 fusionierte „Gabriels-Billards“ mit dem niederländischen Tischhersteller „Loontjens Biljarts“, die ihrerseits seit 1920 eigene Tische herstellten. Sie produzierten unter anderem die traditionellen „Roothaert-Tische“. Die Firma gehört zu den größten Herstellern und ist Marktführer in Sachen Karambolage- und Poolbillardtischen.
Im November 2011 wurde in einer Pressemitteilung bekannt gegeben, dass Gabriels-Billards, beginnend zum 1. Januar 2012, eine dreijährige Partnerschaft mit dem US-amerikanischen Billardverband USBA eingegangen ist. Die Vereinbarung betrifft die „Offizielle Partnerschaft“ und das Sponsoring.
Seit 2022 gehört die Marke Gabriels der belgischen GDM sports BV.

## Erfolge
- Cadre-47/1-Weltmeisterschaft:  1935, 1936, 1938  1937
- Cadre-47/2-Weltmeisterschaft (bis 1946/47 Cadre 45/2):  1936, 1937, 1938, 1939  1949, 1951
- Freie-Partie-Weltmeisterschaft:  1931
- Cadre-47/2-Europameisterschaft:  1935, 1953  1931  1933, 1948

Quellen: